# Khaly Iyane Thian
Khaly Iyane Thiam (Dakar, 1994. január 7. –) szenegáli labdarúgó középpályás.

## Pályafutása
Szülővárosában, Dakarban kezdett futballozni. 18 évesen Magyarországra szerződött és a Kaposvári Rákóczi játékosa lett. 2014 nyarán az NB1-től akkor búcsúzó Kaposvártól az MTK-hoz igazolt. Ősszel nem volt alapember, összesen 3-szor állt be csereként, de az utolsó meccsen Pölöskei Zsolt sérülése miatt a kezdőcsapatban találta magát a DVTK ellen. Bár csapata 2–0-s vereséget szenvedett, a szurkolók Khaly-t választották a meccs emberének. Tavasszal már jóval többször volt kezdő, a Nyíregyháza elleni meccsen ő fejelte csapata egyenlítő gólját.
A 2015–16-os szezonban alapembere volt a 4. helyen végző MTK-nak, majd a szezon befejezése után az MLS-ben szereplő Chicago Fire csapatához szerződött kölcsönbe. Fél év után a török Gaziantepsporhoz igazolt. 2017 nyarán visszatért az MTK-hoz, azonban nem maradt a másodosztályba kieső fővárosi csapatnál, hanem – bár a Ferencváros is érdeklődött iránta – az orosz első osztályba visszajutó Gyinamo Moszkvához szerződött kölcsönbe. 2018. február 14-én a bolgár Levszki Szofija csapatához került, ezúttal is kölcsönben.
Tíz bajnokin játszott a szezon hátralevő részében, majd 2018 nyarán a Levszki élt opciós jogával és végleg szerződtette Thiamot az MTK-tól. 2020 augusztusában a török Altay szerződtette. 2022 nyarán a Pendikspor csapatába igazolt. December 28-án szerzőzést bontott a klubja vele és Nikolics Nemanjával. 2023. január 31-én visszatért az MTK Budapest csapatához.

## Magánélete
Thiam egy 2019 júliusi interjúban a magyar médiának elmondta, hogy benyújtotta a magyar útlevélhez szükséges dokumentumait, mivel 18 éves kora óta él Magyarországon. Hozzátette, hogy felesége, akivel két közös gyermekük van szintén magyar, és továbbá azt is elmondta, hogy nemzetközi szinten Magyarországot szeretné képviselni.